# Rádio-Moçambique-Gebäude (Maputo)

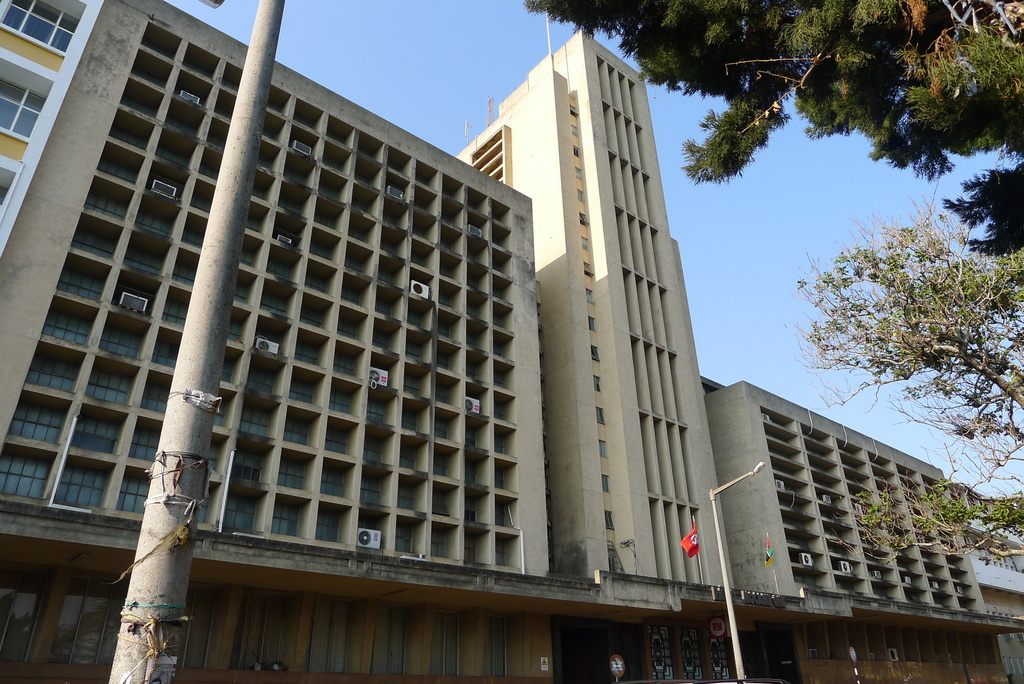
Gesamtansicht des Sitzes des Hörfunksenders Rádio Moçambique, entworfen von Paolo Gaddini

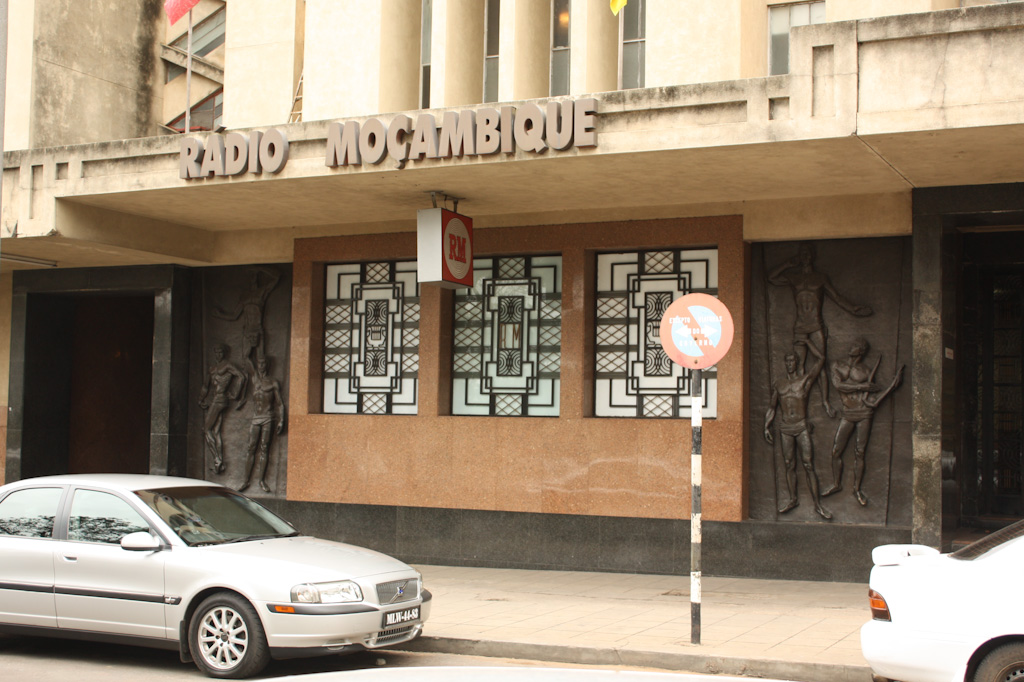
Das Gebäude befindet sich in der namensgebenden Straße Rua da Rádio 2

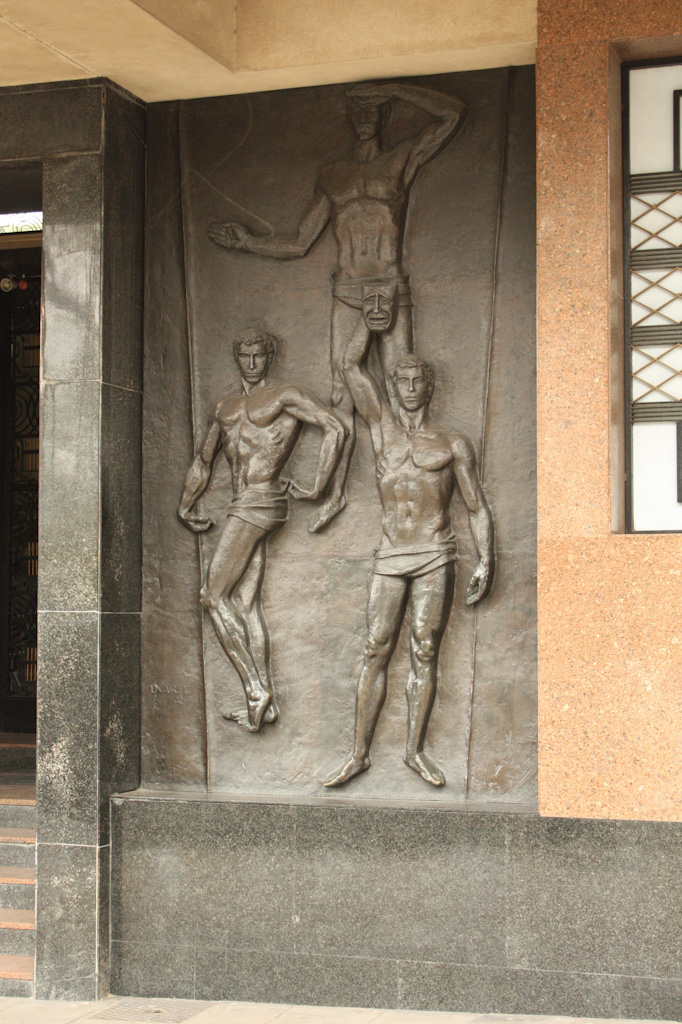
Bronzetafeln am Eingang, entworfen von António Duarte

Das Edifício da Rádio Moçambique („Rádio-Moçambique-Gebäude“), gelegentlich auch Palácio da Rádio („Radiopalast“) genannt, ist ein Gebäude in der mosambikanischen Hauptstadt Maputo und Sitz des staatlichen Hörfunksenders Rádio Moçambique. Das 1951 errichtete Gebäude beherbergte bis 1975 bereits den kolonialen Radiosender Rádio Clube de Moçambique.

## Geschichte
Der 1933 gegründete „Sender der Radiofreunde“ Rádio Clube de Moçambique gewann im Laufe der Jahre an Bedeutung. Insbesondere mit dem starken Zuwachs der Bevölkerung Portugiesisch-Ostafrikas gewann der Sender mehr und mehr Publikum. Aus diesem Grund beschloss die Kolonialverwaltung dem Sender ein eigenes Hörfunkhaus zu errichten.

### Entwurf und Bau des Gebäudes
Den Auftrag für das Gebäude erhielt der italienische Architekt Paolo Gadini. Die Bauarbeiten begannen 1949 (nach anderen Quellen 1947 oder 1948), das Gebäude konnte 1951 fertiggestellt werden. Gadini entwarf einen aus vier Teilen bestehenden, großen Baukörper mit Art-Déco-Elementen: ein besonders markanter, achtstöckiger Turm zum Eingang hin, zwei Seitengebäude sowie ein Hintergebäude. Der Turm ist zur Straße hin mit farbigem Glasfenstern versehen. Dadurch, dass die zwei Seitengebäude unterschiedlich groß sind und sich beidseits des Turmes befinden, entwarf Gadini ein markantes Bauwerk für das Stadtzentrum. Am Eingang des Gebäudes befinden sich zwei Bronzetafeln des Künstlers António Duarte, die männliche Figuren beim Musizieren und Theaterspiel zeigen sowie drei dekorativ gestaltete Fensteröffnungen.
Das Gebäude wurde noch im Jahr 1951, zum 18. Geburtstag des Senders, in Betrieb genommen. 1957 besuchen mehr als 20.000 Menschen den Sender, 1959 bereits 35.800. Die Plattensammlung des Senders umfasst 1958 50.000 Stücke, 1970 bereits 120.000.

### Unabhängigkeit Mosambiks
Im Zuge der Nelkenrevolution in Portugal 1974 gewann auch Mosambik 1975 seine Unabhängigkeit. Zuvor vereinbarten die provisorische Regierung Portugals und die Unabhängigkeitsbewegung FRELIMO die Details im sogenannten Vertrag von Lusaka („Acordo de Lusaka“) am 7. September 1974. Mehrere in Lourenço Marques stationierte Soldaten besetzten daraufhin das Gebäude des Radiosenders und hofften auf Unterstützung seitens der südafrikanischen Regierung, um die Vormachtstellung der weißen Siedler in der Kolonie nach rhodesischem Vorbild zu erhalten. Auch eine Bitte um Unterstützung seitens General António de Spínola versandten diese. Da beides jedoch keinen Erfolg hatte, verließen sie wenig später das Gebäude wieder.

### Neuer Sender
Im Zuge der Unabhängigkeit Mosambiks verstaatlichte die regierende FRELIMO alle privaten Unternehmen. Aus den Sendern Rádio Clube de Moçambique, Voz de Moçambique, Emissora do Aero Clube da Beira und Rádio PAX schuf die Regierung zum 2. Oktober 1975 das Staatsunternehmen „Rádio Moçambique“. Der staatliche Hörfunksender übernahm die Studios des Rádio Clube und residiert seitdem in dem Gebäude im Stadtzentrum Maputos.
Seit 2011 befindet sich das Gebäude in der Vorauswahl für eine Denkmalliste der Stadt Maputo. In der portugiesischen Denkmaldatenbank Sistema de Informação para o Património Arquitectónico, die auch Werke ehemaliger portugiesischer Kolonien umfasst, ist es unter der Nummer 31716 gelistet.